# Nam Xương (huyện)
Nam Xương (tiếng Trung: 南昌县, Hán Việt: Nam Xương huyện) là một huyện của địa cấp thị Nam Xương (南昌市), tỉnh Giang Tây, Cộng hòa Nhân dân Trung Hoa. Huyện này có diện tích 1839 km2, dân số năm 2003 là 905.000 người. 

## Hành chính
Huyện Nam Xương được chia ra làm 19 đơn vị hành chính cấp hương, gồm 1 nhai đạo, 11 trấn và 7 hương. Ngoài ra huyện này còn quản lí 5 đơn vị tương đương cấp hương khác
- Nhai đạo: Bát Nguyệt Hồ (八月湖街道)
- Trấn: Liên Đường (莲塘镇), Hướng Đường (向塘镇), Tam Giang (三江镇), Đường Nam (塘南镇), U Lan (幽兰镇), Tưởng Hạng (蒋巷镇), Vũ Dương (武阳镇), Cương Thượng (冈上镇), Quảng Phúc (广福镇), Xương Đông (昌东镇), Ma Khâu (麻丘镇)
- Hương: Kính Khẩu (泾口乡), Nam Tân (南新乡), Tháp Thành (塔城乡), Hoàng Mã (黄马乡), Phú Sơn (富山乡), Đông Tân (东新乡), Bát Nhất (八一乡)

Đơn vị ngang cấp hương khác
- Khu khai phát kinh tế Tiểu Lam (小蓝经济开发区)
- Khu hàng không Nam Xương (南昌航空城)
- Khu quản lí Ngân Tam Giác (南昌县银三角管理委员会)
- Quản lí xứ Lý Ngư Châu (鲤鱼洲管理处)
- Khu trồng trọt chăn nuôi các loại giống tốt tỉnh Giang Tây (江西省良种繁殖场)